# Столпаков, Николай Алексеевич
Николай Алексеевич Столпаков (1807—1875) — генерал-лейтенант русской императорской армии, отличившийся во время Крымской войны.

## Биография
Родился в 1807 году. Образование получил в инженерном училище, из которого 13 декабря 1824 года с чином прапорщика был переведён в учебный сапёрный батальон.
В турецкую кампанию 1828 года Столпаков находился в действующей армии, исполнял различные военно-инженерные работы, участвовал в нескольких стычках, за отличие в них был произведён в подпоручики и по окончании войны был переведён в Лейб-гвардии сапёрный батальон.
Вторая война, в которой Столпаков принимал участие, была Польская кампания 1831 года, доставившая ему несколько случаев для отличия и ордена св. Анны 4-й степени и св. Владимира 4-й степени с бантом, а также польский знак «Virtuti Militari» 4-й степени.
В 1833 году он перешёл в конно-пионерный эскадрон Лейб-гвардии драгунского полка и, пройдя обычную лестницу повышений, с 1841 года в чине полковника был назначен командиром этого эскадрона; 12 января 1846 года Столпаков был награждён орденом св. Георгия 4-й степени (№ 7406 по списку Григоровича — Степанова); 6 декабря 1851 года произведён в генерал-майоры.
Последнюю должность Столпаков занимал до 1852 года, когда получил в командование 1-ю бригаду 3-й легкой кавалерийской дивизии, во главе которой он участвовал в Крымской войне. В этой кампании Столпаков отличился устройством у Браилова моста через Дунай, с успехом и своевременно наведённого им под сильным неприятельским огнём. Это «отлично выполненное поручение», а также «мужество и распорядительность», выказанные Столпаковым при переправе войск через Дунай и при осаде Силистрии, доставили ему в награду орден св. Станислава 1-й степени и золотую саблю с надписью «за храбрость».
В 1857 году он был назначен старшим помощником начальника 1-й кавалерийской дивизии, через год — командующим 4-й кавалерийской дивизией, а в 1859 году был произведён в генерал-лейтенанты. В 1864 году награждён орденом св. Анны 1-й степени и возвращён в 1-ю дивизию уже в должности её начальника, каковым и оставался до 1868 года, когда был зачислен в запас по армейской кавалерии. Тогда же был удостоен ордена св. Владимира 2-й степени с мечами .
Скончался 17 марта 1875 года. Его жена с 8 ноября 1839 года — Елизавета Михайловна (20.2.1816—18.03.1904), дочь М. А. Балугьянского, пережила мужа почти на 30 лет; похоронена в имении Мелково Тверского уезда. Дочь Екатерина вышла замуж за калишского губернатора М. П. Дарагана.

## Источник
- Русский биографический словарь: В 25 т. / под наблюдением А. А. Половцова. 1896—1918.
- Список генералам по старшинству. Исправлено по 1 августа. СПб., 1872
- Степанов В. С., Григорович П. И. В память столетнего юбилея императорского Военного ордена Святого великомученика и Победоносца Георгия. (1769—1869). СПб., 1869